# Fontanella (anatomia)
La fontanella è una caratteristica anatomica del cranio dei neonati.

## Anatomia
La calotta cranica è formata da 6 ossa piatte (una frontale, una occipitale, due parietali e due temporali). Le linee di giunzione tra di esse sono dette suture del cranio e nei neonati sono costituite da tessuto fibroso non ancora ossificato e sono quindi flessibili. Pertanto, in ciascuno dei sei punti in cui tali linee si incontrano, sono presenti delle "zone molli" chiamate fontanelle.
Tale condizione ha una duplice funzione: al momento della nascita permette al cranio di deformarsi, agevolando il passaggio della testa del neonato attraverso il canale del parto; dopo la nascita garantiscono al cranio di crescere lasciando al cervello la possibilità di espandersi e svilupparsi correttamente prima della definitiva chiusura delle suture che avviene intorno ai 12-18 mesi di vita.
Delle sei fontanelle, due sono localizzate lungo la linea mediana del cranio:
- la fontanella anteriore è la più ampia, ha forma romboidale e si trova nel Bregma, il punto in cui si incontrano l'osso frontale e le due ossa parietali. Generalmente si chiude definitivamente intorno ai due anni di età e viene normalmente utilizzata dai pediatri per fare accertamenti tramite palpazione ed ecografie;
- la fontanella posteriore si trova nel Lambda, il punto in cui si incontrano le due ossa parietali e l'osso occipitale. Generalmente si chiude entro i primi due o tre mesi di vita;

Le altre quattro fontanelle sono molto più piccole e si trovano lateralmente al cranio, due per ciascun lato:
- le due fontanelle sfenoidali sono più anteriori e si trovano negli Pterion, i punti in cui si incontrano le ossa parietale, temporale, frontale e sfenoidi;
- le due fontanelle mastoidee sono più posteriori e si trovano negli Asterion, i punti in cui si incontrano le ossa parietale, temporale e occipitale.

## Usi clinici
La fontanella deve il suo nome, che significa "piccola fontana", al fatto che saltuariamente è possibile osservarla pulsare. Anche se la causa precisa di questo fenomeno non è nota, sembra comunque sia da collegare al battito cardiaco e risulti particolarmente evidente durante il pianto e in caso di febbre.
Inoltre l'osservazione della fontanella anteriore può spesso essere utile per identificare rapidamente alcuni stati di salute del neonato: una fontanella infossata (o "depressa") può essere indice di disidratazione, mentre una molto tesa o rigonfia può indicare una pressione intracranica un po' elevata.
Infine, molti genitori sono molto preoccupati dell'apparente fragilità della fontanella, evitando addirittura di toccarla per non rischiare di causare danni al cervello. In realtà, l'intero cervello è ricoperto e avvolto da tre membrane, le meningi, e da un piccolo strato di liquido, al di sopra del quale si trovano le ossa craniche o, nel caso delle fontanelle, direttamente il tessuto sottocutaneo e la pelle. Le membrane meningee che ricoprono le fontanelle sono estremamente dure e difficili da penetrare, ma permettono, se necessario, di effettuare degli accertamenti ecografici del cervello del bambino, cosa che diventa impossibile una volta che le fontanelle si chiudono, in quanto il cranio osseo presenta una barriera acustica.